# Castelo do Mau Vizinho (Vila Real)
O Castelo do Mau Vizinho, também referido como Castelo dos Mouros, é um castelo roqueiro de construção medieval localizado na freguesia de Cimo de Vila da Castanheira, município de Chaves, no Distrito de Vila Real, em Portugal.
Isolado num penedo sobranceiro à margem direita do rio Mousse (Mouce?), afluente do rio Mente, na vertente nordeste da serra do Candedo, na realidade trata-se de um sítio arqueológico de natureza ainda não inteiramente compreendida pelos estudiosos. Alguns autores sustentam que se trata de um santuário pré-romano, composto por um altar e por locais de sacrifício. Outros autores argumentam, por outro lado, que o sítio não apresenta o mesmo tipo de estruturas (cultuais e defensivas) identificados na região.

## História
Descoberto pelo arqueólogo António da Eira e Costa entre o final da década de 1960 e o início da de 1970, foi objeto de três campanhas:
- no Verão de 1981 – conduzida por Adérito Medeiros Freitas, António da Eira e Costa e Joaquim Rodrigues dos Santos Júnior, promoveu trabalhos de limpeza e esquematização;[3]
- em Setembro de 1988 – conduzida pela mesma equipe, com a participação de Norberto dos Santos Júnior, prosseguiu os trabalhos de limpeza e esquematização;[3] e
- Setembro de 1989 – conduzida por Adérito Medeiros Freitas e António da Eira e Costa, completou os trabalhos, com fundos da Câmara Municipal de Chaves.[4]

Como consequência desses trabalhos, o sítio encontra-se classificado como Imóvel de Interesse Público por Decreto publicado em 3 de Janeiro de 1986.
O material trazido à luz pela pesquisa arqueológica neste sítio é constituído por um cossoiro de barro e fragmentos de telha e de cerâmica, correspondentes à Idade Média.

## Características
A estrutura denominada como castelo constitui-se no topo cortado do penedo de xisto, na cota de 562 metros acima do nível do mar, limitado por encaixes para o assentamento da estrutura de um possível torreão central. Envolvendo o espaço deste recinto central (c. 184 metros quadrados), ergue-se uma cerca de pedras de xisto argamassadas que se desenvolve em dois troços. Externamente a esta cerca, existem uma série de cavidades na rocha, para o assentamento de estruturas perecíveis (como a madeira), que constituiriam uma segunda linha defensiva. O conjunto é acedido por um alinhamento de degraus escavados na rocha.